# 64. Internationale Sechstagefahrt

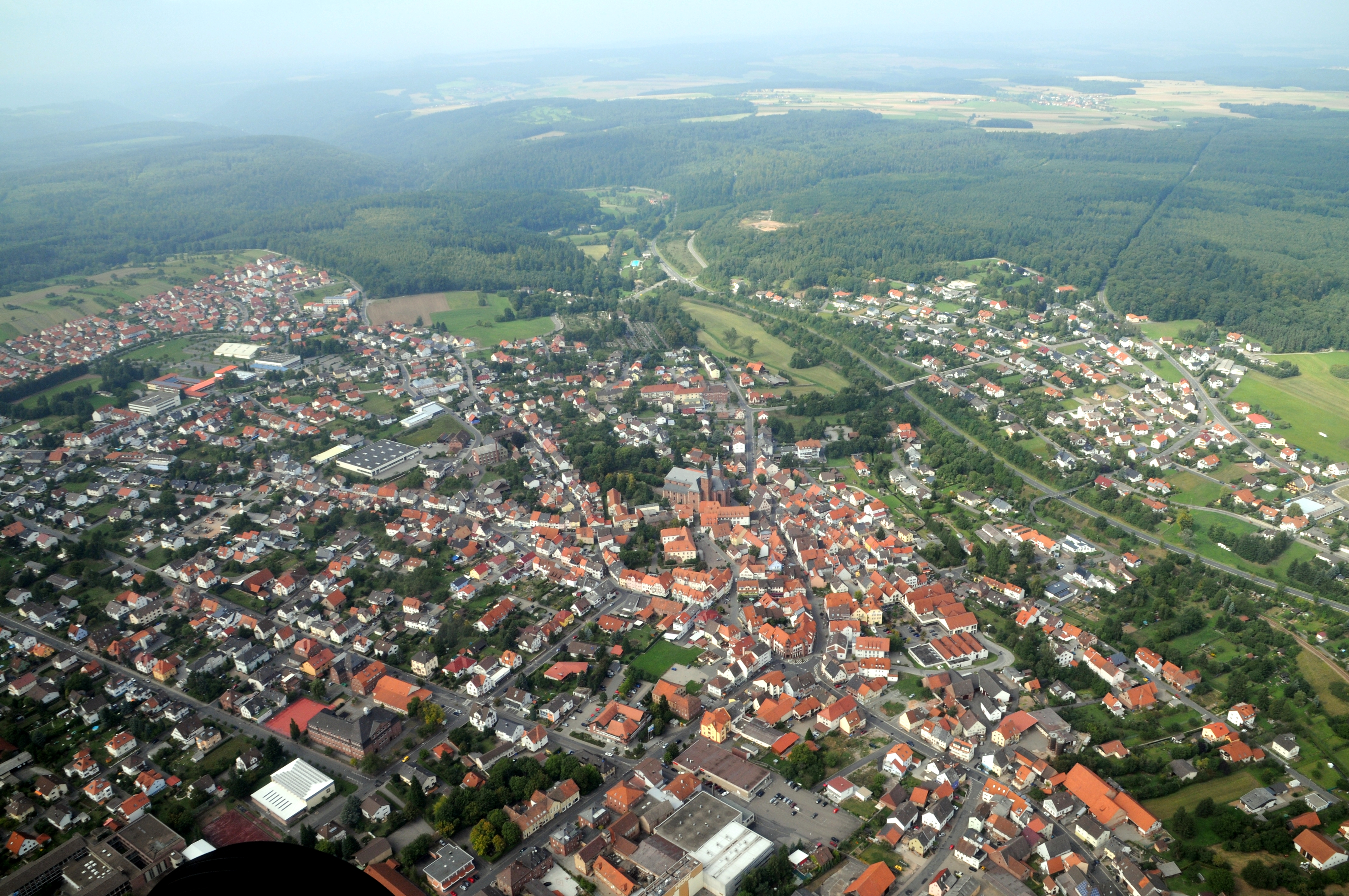
Walldürn, Start- und Zielort der einzelnen Etappen

Die 64. Internationale Sechstagefahrt war die Mannschaftsweltmeisterschaft im Endurosport und fand vom 25. bis 30. September 1989 im baden-württembergischen Walldürn sowie im Odenwald statt. Die Nationalmannschaft Italiens gewann zum fünften Mal die World Trophy. Die Nationalmannschaft Finnlands konnte zum ersten Mal die Junior World Trophy gewinnen.

## Wettkampf

### Organisation
Der Wettbewerb fand nach der 31. (1956), 33. (1958), 37. (1962), 44. (1969) und 54. Internationalen Sechstagefahrt (1979) zum sechsten Mal in der Bundesrepublik Deutschland statt.
Für den Wettkampf waren 504 Fahrer von 23 Motorsportverbänden der FIM gemeldet. Um die World und Junior World Trophy fuhren Mannschaften aus 20 bzw. 13 Nationen. Zudem waren 25 Fabrik- und 86 Club-Mannschaften am Start.
BRD und DDR nahmen jeweils an World und Junior World Trophy teil. Österreich und die Schweiz stellten jeweils eine Mannschaft für die World Trophy. Überdies nahmen 17 bundesdeutsche, drei österreichische sowie jeweils eine Schweizer und eine DDR-Clubmannschaft teil.
Start und Ziel sowie das Fahrerlager befanden sich auf dem Flugplatz Walldürn.

### 1. Tag
Von den 504 gemeldeten Fahrern nahmen 473 den Wettkampf auf. Die Strecke des ersten Tages waren zwei identische Runden über insgesamt 248 Kilometer. Die Sonderprüfungen je Runde waren ein Motocrosstest auf der WM-Strecke des MSC Schefflenz und ein „Extra-Test“ bei Rippberg. Das Wetter war niederschlagsfrei.
In der World Trophy führte Frankreich vor Italien und der Mannschaft Schwedens. Das Team der BRD folgte auf Platz 4. Die DDR belegte den 6., Österreich den 13. und die Schweiz den 14. Platz.
In der Junior World Trophy führte die gastgebende BRD vor Frankreich und der Mannschaft Finnlands. Das Team der DDR belegte den 5. Patz.

### 2. Tag
Am zweiten Tag wurde die minimal auf 246 Kilometer veränderte Strecke des Vortags in entgegengesetzter Richtung gefahren.
In der bis dahin führenden französischen World-Trophy-Mannschaft wurde Alain Olivier disqualifiziert: Als er nach der ersten Runde mit schwerwiegenden Motorproblemen zum Service kam, wurde er auf frischer Tat von einem technischen Kommissar ertappt, wie ihm sein Team unerlaubter Weise ein komplett gleiches Motorrad für die Weiterfahrt vorbereitet hatte. Für das Team bedeutete der Ausschluss fortan 15.000 Punkte täglich und den letzten Platz in der Wertung. – Es führte damit Italien vor Schweden und der Mannschaft der BRD. Das Team der DDR folgte auf Platz 4, die Schweiz und Österreich belegten Platz 11 bzw. 12.
In der Junior World Trophy führte Italien vor Schweden und der Mannschaft der BRD. Das Team der DDR belegte weiter Platz 5.

### 3. Tag
Am dritten Tag waren insgesamt 240 Kilometer in zwei identischen Runden zu absolvieren. Die Sonderprüfungen je Runde war ein Motocross- sowie ein „Extra-Test“ auf dem Truppenübungsplatz der Prinz-Eugen-Kaserne bei Külsheim statt. Den ganzen Tag über gingen starke Regenschauer nieder, die die Streckenuntergründe im Gelände stellenweise aufweichten und damit fahrerisch anspruchsvoller machten.
In der World Trophy führte weiter Italien vor Schweden und der Mannschaft der BRD. Die DDR belegte Platz 5, Österreich Platz 10 und die Schweiz Platz 11.
In der Junior World Trophy führte die BRD vor Frankreich und der Mannschaft Finnlands. Das Team der DDR verbesserte sich auf den 4. Platz.

### 4. Tag
Es war die Strecke des Vortags in umgekehrter Richtung zu absolvieren.
In der World Trophy führte nach wie vor Italien vor Schweden und der Mannschaft der BRD. Das Team der DDR belegte den 5., Österreich den 10. und die Schweiz den 11. Platz.
In der Junior World Trophy führte Finnland vor Frankreich und der Mannschaft der BRD. Die DDR rutschte wieder auf den 5. Platz ab.

### 5. Tag
Die Strecke des fünften Tages – wieder in zwei identischen Runden – war mit insgesamt 288 Kilometern die längste Etappe der Veranstaltung. Der Motocrosstest je Runde fand wieder auf dem Truppenübungsplatz der Prinz-Eugen-Kaserne in Külsheim statt, der „Extra-Test“ je Runde bei Hardheim.
In der World Trophy führte Italien vor Schweden und der Mannschaft der Tschechoslowakei. Das Team der BRD rutschte auf den 4. Platz ab, dahinter folgte die DDR auf dem 5. Platz. Österreich und die Schweiz belegten Platz 10 bzw. 13.
In der Junior World Trophy führte Finnland vor der BRD und der Mannschaft Frankreichs. Die Mannschaft der DDR machte wieder einen Platz gut und folgte auf dem 4. Rang.

### 6. Tag
Am letzten Fahrtag waren lediglich 14 Kilometer Strecke zu fahren. Das Abschluss-Motocrossrennen als letzte Sonderprüfung fand auf dem Truppenübungsplatz der Nibelungenkaserne in Walldürn statt. Die dortige Strecke war 2,1 Kilometer lang und eine völlig ebene Graspiste.
Obwohl der bundesdeutsche World-Trophy-Fahrer Joachim Sauer in seinem Lauf zweimal stürzte, konnte durch gute Einzelleistungen der Mannschaftsmitglieder in ihren Läufen noch die Tschechoslowakei mit nur gut 2 Punkten Vorsprung überholt werden und man sicherte sich den dritten Rang in der Gesamtwertung.
Von 473 am ersten Tag gestarteten Fahrern erreichten 440 das Ziel.

## Endergebnisse

### World Trophy
| Platz | Team                            | Punkte    |
| ----- | ------------------------------- | --------- |
| 1.    | Italien                         | 469,51    |
| 2.    | Schweden                        | 805,82    |
| 3.    | BR Deutschland                  | 1.163,40  |
| 4.    | Tschechoslowakei                | 1.165,08  |
| 5.    | Deutsche Demokratische Republik | 1.308,34  |
| 6.    | Vereinigte Staaten              | 1.171,14  |
| 7.    | Vereinigtes Königreich          | 1.992,75  |
| 8.    | Niederlande                     | 2.034,61  |
| 9.    | Finnland                        | 2.584,86  |
| 10.   | Österreich                      | 3.153,40  |
| 11.   | Schweiz                         | 3.442,98  |
| 12.   | Spanien                         | 3.451,22  |
| 13.   | Australien                      | 3.537,83  |
| 14.   | Polen                           | 5.105,73  |
| 15.   | Ungarn                          | 5.435,80  |
| 16.   | Portugal                        | 8.156,21  |
| 17.   | Irland                          | 10.259,72 |
| 18.   | Kanada                          | 34.188,29 |
| 19.   | Belgien                         | 65.274,49 |
| 20.   | Frankreich                      | 75.370,03 |

### Junior World Trophy
| Platz | Team                            | Punkte    |
| ----- | ------------------------------- | --------- |
| 1.    | Finnland                        | 921,20    |
| 2.    | BR Deutschland                  | 953,40    |
| 3.    | Frankreich                      | 1.025,90  |
| 4.    | Deutsche Demokratische Republik | 1.365,50  |
| 5.    | Tschechoslowakei                | 1.654,60  |
| 6.    | Schweden                        | 1.673,60  |
| 7.    | Vereinigte Staaten              | 2.047,70  |
| 8.    | Polen                           | 2.094,01  |
| 9.    | Niederlande                     | 2.283,72  |
| 10.   | Mexiko                          | 2.746,73  |
| 11.   | Spanien                         | 3.851,10  |
| 12.   | Vereinigtes Königreich          | 3.860,40  |
| 13.   | Italien                         | 31.009,00 |

### Club-Mannschaften
| Platz | Team                   | Punkte   |
| ----- | ---------------------- | -------- |
| 1.    | MK Nörrköping          | 400,49   |
| 2.    | Svarzam Košice         | 728,14   |
| 3.    | MC R.S. "77"           | 769,10   |
| 4.    | MC Intimiano           | 882,68   |
| 5.    | ADMV                   | 982,74   |
| 6.    | MC Serigamma           | 1.054,83 |
| 7.    | FFM Paris              | 1.205,62 |
| 8.    | Moto-Club St. Romanais | 1.218,12 |
| 9.    | Los Altos Dirt Bikers  | 1.244,65 |
| 10.   | ADAC Frankfurt         | 1.248,43 |

### Fabrik-Mannschaften
| Platz | Team      | Punkte   |
| ----- | --------- | -------- |
| 1.    | KTM I     | 327,44   |
| 2.    | Husqvarna | 339,59   |
| 3.    | Jawa      | 549,62   |
| 4.    | Simson I  | 594,71   |
| 5.    | MZ I      | 623,69   |
| 6.    | Honda     | 644,57   |
| 7.    | Simson II | 801,51   |
| 8.    | KTM II    | 802,37   |
| 9.    | Honda-CTI | 937,52   |
| 10.   | Jawa II   | 1.040,98 |
| 11.   | MZ II     | 1.244,52 |

### Einzelwertung
| Klasse                  | Starter | Ausfall/Disqualifikation | Klassensieger (Motorrad)       | Punkte   |
| ----------------------- | ------- | ------------------------ | ------------------------------ | -------- |
| bis 80 cm³ (Zweitakt)   | 32      | 6                        | Alain Boissannte (ATM)         | 6.095,09 |
| bis 125 cm³ (Zweitakt)  | 91      | 4                        | Paul Edmondson (KTM)           | 5.910,73 |
| bis 250 cm³ (Zweitakt)  | 178     | 10                       | Paolo Fellegara (Kram-It)      | 5.877,63 |
| bis 500 cm³ (Zweitakt)  | 84      | 4                        | Stéphane Peterhansel (Yamaha)  | 5.770,59 |
| bis 350 cm³ (Viertakt)  | 25      | 3                        | Laurent Charbonnel (Husqvarna) | 5.963,27 |
| über 500 cm³ (Viertakt) | 63      | 6                        | Laurent Pidoux (Husqvarna)     | 5.769,93 |
| Gesamt                  | 473     | 33                       |                                |          |

## Teilnehmer
| Staat                           | World-Trophy-Team | Junior-World-Trophy-Team | Club-Teams |
| ------------------------------- | --- | --- | --- |
| Australien                      | Anthony Day (KTM 125) Andrew Carruther (KTM 250) Michael Shearer (Husqvarna 250) Frank Bonfadini (KTM 500) Scott Staines (KTM 500) Tim Shearer (Husqvarna +500 4T)                          | | ACU Victoria ACU New South Wales Wamca Perth |
| Belgien                         | Bernard Magain (Kawasaki 80) Thierry Godfroid (Kawasaki 125) Marnieg Bervoets (Kawasaki 250) Robert Greisch (Kawasaki 250) Alain Lejeune (Kawasaki 250) Marc Velkeneers (Kawasaki 500)      | | MC Endurial |
| BR Deutschland                  | Armin Sponsel (KTM 125) Harald Strößenreuther (KTM 125) Bert von Zitzewitz (KTM 250) Bernd Theuring (KTM 250) Richard Spitznagel (KTM +500 4T) Joachim Sauer (KTM +500 4T)                  | Dirk von Zitzewitz (KTM 250) Stefan Bernard (Honda 125) Andreas Kling (Cagiva 250) Karl-Heinz Holz (Husqvarna +500 4T)      | ADAC Berlin ADAC Dortmund ADAC Frankfurt ADAC Freiburg ADAC Hannover ADAC Heidelberg ADAC Karlsruhe ADAC Kiel ADAC Köln I ADAC Köln II ADAC München ADAC Nürnberg I ADAC Nürnberg II ADAC Nürnberg III ADAC Stuttgart DMV Frankfurt I DMV Frankfurt II                                                         |
| Deutsche Demokratische Republik | Thomas Bieberbach (Simson 80) Uwe Weber (MZ 250) Jens Grüner (MZ 500) Mike Kallenbach (Simson 125) Jens Scheffler (MZ 500) Harald Sturm (MZ 500)                                            | Mario Kern (Simson 80) Danilo Pörschke (Simson 80) Udo Grellmann (MZ 500) Frank Lohse (MZ 500)                              | ADMV |
| Finnland                        | Jukka Aures (KTM 125) Esa Vento (KTM 125) Janne Tammi (TM 125) Hannu Koskinen (KTM 250) Juha Laaksonen (Yamaha 500) Pekka Viljakainen (Husqvarna +500 4T)                                   | Juha Pekka Leino (Yamaha 125) Jarko Vainio (Suzuki 250) Kari Tiainen (Suzuki 500) Jouni Sauren (Husqvarna 500)              | Helsinki Motorclub SML Helsinki Turku Motor Club |
| Frankreich                      | Alain Boissonnate (ATM 80) Marc Morales (Honda 250) Alain Olivier (KTM 250) Gilles Lalay (Yamaha 500) Laurent Pidoux (Husqvarna +500 4T) Stéphane Peterhansel (Yamaha 500)                  | Laurent Charbonnier (Honda 250) Richard Sainct (Honda 250) Christian Boulet (KTM 500) Laurent Charbonnel (Husqvarna 350 4T) | AMC Grasse A.M.C.A Talbot Centaure Club de Nice FFM Paris MC de Brioude Moto-Club St. Romanais |
| Griechenland                    | | | E.L.P.A. Athen |
| Irland                          | Gordon Scott (Yamaha 125) Ian Buchanan (Yamaha 250) Anthony Kirk (Kawasaki 250) Geoffrey Purce (Yamaha 250) M. Harris (Husqvarna 500) Laurence Spence (Husqvarna 500 4T)                    | | T.O.R.C. Dublin |
| Italien                         | Piefranco Muraglia (TM 80) Gian Marco Rossi (Kawasaki 80) Stefano Passeri (Husqvarna 125) Angelo Signorelli (Yamaha 125) Tullio Pellegrinelli (Husqvarna 250) Franco Gualdi (Cagiva 350 4T) | Luca Trussardi (Kawasaki 125) Gioni Fossati (TM 125) Roberto Ungaro (KTM 125) Davide Trolli (KTM 250)                       | Gruppo Sportivo Sorci Verdi MC Bergamo MC Castel S. Pietro Terme MC Intimiano MC Lumezzane MC Morena MC Raffael Alberti MC R.S. "77" MC Serigamma Team Desio |
| Kanada                          | Berry Ferguson (KTM 125) Glenn Buchanan (Honda 250) Blair Sharpless (Suzuki 250) Jonathan Head (KTM 500) Tim Heart (Kawasaki 500) Guy Perret (KTM +500 4T)                                  | | Greater Kamloops MCA Oshawa Competition Club |
| Mexiko                          | | Jorge Goeters (KTM 125) Michael Goeters (KTM 250) Gerardo Peniche (KTM 250) Louis Retana (KTM 250)                          | |
| Niederlande                     | Henk Knuiman (Honda 125) Carol Mulder (Honda 125) Jan van Oorschot (Honda 125) Gerard Jimmink (Honda 250) Wilhelm Palthe (KTM 500) Simon Schram (Husqvarna +500 4T)                         | Toine van Dijk (Honda 250) Rolf Selling (Cagiva 250) Erik Verhoef (Honda 250) Berry Bakker (KTM 500)                        | KNMV Arnheim |
| Österreich                      | Jürgen Fink (Honda 125) Karl Bair (KTM 250) Arno Edlinger (KTM 500) Heinz Kinnigander (KTM 500) Helmbrecht Sumann (KTM 500) Simon Schram (Husqvarna +500 4T)                                | | ARBÖ MSC Mattighofen ÖAMTC Wien Triumph Club Wien |
| Polen                           | Andrzej Tomiczek (Simson 80) Jacek Czachor (Simson 80) Ryzard Gazcewski (Simson 125) Piotr Kasparek (KTM 125) Zbigniew Banasik (KTM 250) Zbigniew Przybyla (KTM 500)                        | Mariusz Czachor (KTM 125) Maciej Wrobel (KTM 125) Tomasz Kodyrn (KTM 125) Jaroslaw Pomirski (KTM 250)                       | |
| Portugal                        | Jorge Silva (KTM 125) António Silva (Honda 125) António Lopes (Honda 250) Paulo Marques (Honda 250) Alexandre Pires (Honda 350 4T) João Lopes (Honda 500)                                   | | Ginasio Club Agueda |
| Schweden                        | Jeff Nilsson (Yamaha 125) Kent Karlsson (Husqvarna 250) Dick Wicksell (KTM 250) Hakan Lundberg (Yamaha 500) Svenerik Jönsson (Husqvarna 500) Jimmie Eriksson (Husqvarna +500 4T)            | Hakan Hagman (Suzuki 250) Robert Grönlund (Suzuki 250) Björklund (Yamaha 500) Robert Svensson (KTM 500)                     | FMCK Skövde MK Norrköping SMI MK 1 SMI MK 2 Team Västeras |
| Schweiz                         | Edy Petraglio (KTM 125) Jean Daniel Girardier (KTM 250) Celso Gorraro (KTM 250) Michel Joliath (KTM 250) Christoph Attiker (KTM 500) Urs Huber (KTM +500 4T)                                | | GTS |
| Spanien                         | Francisco Rubio (Rieju 80) Jordi Arcarons (KTM 125) Oscar Gallardo (Cagiva 125) Carles Muntaner (Yamaha 125) Agusti Vall (KTM 250) Carlos Mas (Yamaha 250)                                  | Jaime Colom (KTM 125) Francisco Oliva (Honda 125) Ferran Serarois (Cagiva 250) Joan Pons (Yamaha 250)                       | RFME Madrid |
| Tschechoslowakei                | Vladimir Bus (KTM 125) Lubomir Vojkuvka (KTM 125) Libor Podmol (Jawa 250) Bohumil Posledni (Jawa 500) Otokar Kotrba (Jawa 350 4T) Jaroslaw Katrinak (Jawa +500 4T)                          | Rudolf Kavsky (Jawa 250) Dusan Kotrla (Jawa 250) Jaroslav Imrisek (Jawa 250) Vladimir Krupicka (Jawa 500)                   | Dukla Praha Svazarm Košice Svazarm Praha 1 Svazarm Praha 2 |
| Ungarn                          | Zoltan Radanyi (KTM 125) Zsolt Pecsenka (Yamaha 125) Gergely Szarbo (Kawasaki 125) Lajos Csosz (KTM 250) Barnanas Zsernbery (Yamaha 350 4T) Attila Nador (KTM +500 4T)                      | | |
| Vereinigte Staaten              | Larry Roeseler (Kawasaki 80) Terry Cunningham (Kawasaki 125) Jeff Fredette (Kawasaki 125) Kurt Hough (Kawasaki 250) Jeff Russell (Yamaha 250) Dave Bertram (Suzuki 500)                     | Aaron Hough (Kawasaki 125) Fred Hoess (Kawasaki 250) Randy Hawkins (Suzuki 500) Todd Herris (Honda 350 4T)                  | 100`s MC Bent Wheels Competition Club Boise Ridge Riders Daytona Dirt Riders Desert MC Leftovers MC Los Altos Dirt Riders Merced Dirt Riders Midwest Motorsports Orange Country MC Ridge Riders MC Trask Mountain MC Walden Playboys                                                                           |
| Vereinigtes Königreich          | Paul Edmondson (KTM 125) Alan Bates (Suzuki 250) Paul Fairbrother (KTM 250) Geraint Jones (Husqvarna 500) Wyn Hughes (Husqvarna +500 4T) John Deacon (Husqvarna +500 4T)                    | Stuart Brettle (Yamaha 125) Andrew James (Suzuki 125) Christian Walton (Suzuki 250) Carl Tiley (Kawasaki 250)               | Army MCA A Army MCA B Caerteon DMSC Craven DMC Ferndale DMCC Team A Ferndale DMCC Team B Horley MC Manchester "17" MCC Manx Moto Cycle Club MCC of Cleshire A MCC of Cleshire B MCC of Wales A MCC of Wales B SACU Club-Team Seaton Delaval MC Welsh Trail Riders Association A Welsh Trail Riders Association |

## Trivia
Einzige Teilnehmerin war die Britin Katrina Price auf einer Kawasaki 250 cm³.